# Fussballclub Schaffhausen 2015-2016
Questa voce raccoglie le informazioni riguardanti il Fussballclub Schaffhausen nelle competizioni ufficiali della stagione 2015-2016.

## Stagione
Nella stagione 2015-2016 il Sciaffusa, allenato da Maurizio Jacobacci e Axel Thoma, concluse il campionato di Challenge League al 5º posto. In Coppa Svizzera il Sciaffusa fu eliminato agli ottavi di finale dal Sion.

## Rosa
| N. |                       | Ruolo | Calciatore           |
| -- | --------------------- | ----- | -------------------- |
| 1  | Svizzera (bandiera)   | P     | Živko Kostadinović   |
| 2  | Svizzera (bandiera)   | D     | André Caetano        |
| 3  | Portogallo (bandiera) | D     | Guilherme Fioravanti |
| 4  | Svizzera (bandiera)   | D     | Raphael Mollet       |
| 6  | Brasile (bandiera)    | D     | André Luís Neitzke   |
| 8  | Svizzera (bandiera)   | C     | Marko Bičvić         |
| 10 | Svizzera (bandiera)   | C     | Gianluca Frontino    |
| 10 | Svizzera (bandiera)   | C     | Davide Mariani       |
| 11 | Germania (bandiera)   | C     | Faruk Gül            |
| 12 | Svizzera (bandiera)   | D     | Denis Braun          |
| 13 | Kosovo (bandiera)     | C     | Imran Bunjaku        |
| 14 | Brasile (bandiera)    | D     | Paulinho             |
| 16 | Serbia (bandiera)     | C     | Veljko Simić         |
| 17 | Svizzera (bandiera)   | A     | Igor Tadić           |
| 18 | Svizzera (bandiera)   | P     | Stefan Lapcevic      |

| N. |                                 | Ruolo | Calciatore          |
| -- | ------------------------------- | ----- | ------------------- |
| 19 | Paesi Bassi (bandiera)          | C     | Kristian Kuzmanovic |
| 20 | Svizzera (bandiera)             | C     | Luca Tranquilli     |
| 21 | Kosovo (bandiera)               | A     | Shkelqim Demhasaj   |
| 22 | Svizzera (bandiera)             | C     | Mirko Facchinetti   |
| 23 | Svizzera (bandiera)             | C     | Flavio Gautreaux    |
| 24 | Svizzera (bandiera)             | C     | Valmir Sopi         |
| 24 | Svizzera (bandiera)             | C     | Rejhan Zuli         |
| 27 | Bosnia ed Erzegovina (bandiera) | C     | Admir Seferagic     |
| 28 | Svizzera (bandiera)             | D     | Mattias Schnorf     |
| 29 | Croazia (bandiera)              | A     | Kristijan Zornjak   |
| 32 | Austria (bandiera)              | A     | Deniz Mujic         |
| 88 | Francia (bandiera)              | P     | Franck Grasseler    |
| 90 | Svizzera (bandiera)             | D     | Granit Lekaj        |
| 93 | Svizzera (bandiera)             | A     | Haxhi Neziraj       |

## Organigramma societario
Area tecnica
- Allenatore: Axel Thoma
- Allenatore in seconda: Nedžad Kuruzović, Hans Stamm
- Preparatore dei portieri: Wolfgang Stolpa, Thomas Szabo
- Preparatori atletici:

## Calciomercato

### Sessione estiva
| Acquisti | Acquisti             | Acquisti    | Acquisti |
| R.       | Nome                 | da          | Modalità |
| -------- | -------------------- | ----------- | -------- |
| C        | Kristian Kuzmanovic  | Vaduz       |          |
| A        | Haxhi Neziraj        | Lucerna     |          |
| A        | Cristian Florin Ianu | Lucerna     |          |
| P        | Stefan Lapcevic      | YF Juventus |          |
| D        | Granit Lekaj         | Wil         |          |
| C        | Shaho Maroufi        | Dietikon    |          |

| Cessioni | Cessioni              | Cessioni | Cessioni |
| R.       | Nome                  | a        | Modalità |
| -------- | --------------------- | -------- | -------- |
| C        | Shaho Maroufi         | Wil      |          |
| C        | Bertrand N'Dzomo      | Le Mont  |          |
| P        | Christian Baumgartner | Dietikon |          |
| D        | Ilija Ivić            | Chiasso  |          |

### Sessione invernale
| Acquisti | Acquisti             | Acquisti     | Acquisti |
| R.       | Nome                 | da           | Modalità |
| -------- | -------------------- | ------------ | -------- |
| D        | Guilherme Fioravanti | Muri         |          |
| C        | Gianluca Frontino    | Thun         |          |
| C        | Veljko Simić         | Basilea      |          |
| A        | Deniz Mujic          | San Gallo II |          |

| Cessioni | Cessioni             | Cessioni | Cessioni |
| R.       | Nome                 | a        | Modalità |
| -------- | -------------------- | -------- | -------- |
| D        | Ezgjan Alioski       | Lugano   |          |
| A        | Cristian Florin Ianu | Wohlen   |          |

## Risultati

### Challenge League

#### Prima fase, girone di andata
| Arbitro: | Jancevski |

|                   |           |           |
| Ianu 9’ Tadić 48’ | Marcatori | 89’ Savic |

| Arbitro: | Tschudi |

|                                          |           |  |
| Ciarrocchi 49’ Cortelezzi 74’ Diarra 80’ | Marcatori |  |

| Arbitro: | Fähndrich |

|                           |           |  |
| Ianu 19’ Tadić 90’ (rig.) | Marcatori |  |

| Arbitro: | Schnyder |

|           |           |                        |
| Tadić 69’ | Marcatori | 25’ Bengondo 45’ Paiva |

| Arbitro: | Musa |

|            |           |  |
| Pasche 59’ | Marcatori |  |

| Arbitro: | Gut |

|                  |           |  |
| Tadić 53’ (rig.) | Marcatori |  |

| Arbitro: | Schnyder |

|                            |           |  |
| Kololli 23’ Marchesano 61’ | Marcatori |  |

| Arbitro: | Erlachner |

|                            |           |           |
| Geissmann 46’ Abegglen 67’ | Marcatori | 32’ Tadić |

| Arbitro: | Gut |

|                                           |           |           |
| Neziraj 3’ Tadić 34’, 44’ Facchinetti 74’ | Marcatori | 85’ Fazli |

#### Prima fase, girone di ritorno
| Arbitro: | Fähndrich |

|                    |           |  |
| Carlinhos 11’, 68’ | Marcatori |  |

| Arbitro: | Hänni |

|                        |           |  |
| Bičvić 36’ Neziraj 45’ | Marcatori |  |

| Arbitro: | Dudic |

|                       |           |  |
| Gygax 45’ Alvarez 90’ | Marcatori |  |

| Arbitro: | Gut |

|            |           |  |
| Senger 83’ | Marcatori |  |

| Arbitro: | San |

|                        |           |  |
| Neitzke 49’ Bičvić 84’ | Marcatori |  |

| Arbitro: | Pache |

|  |           |                   |
|  | Marcatori | 46’ Tadić 90’ Gül |

| Arbitro: | Gut |

|  |           |                                        |
|  | Marcatori | 18’ Roux 50’, 83’ Marazzi 61’ Lavanchy |

| Arbitro: | Jaccottet |

|                                   |           |                 |
| Ramos 11’ Santos 51’ Lombardi 67’ | Marcatori | 59’, 74’ Bičvić |

| Arbitro: | Jancevski |

|           |           |            |
| Tadić 20’ | Marcatori | 24’ Ramizi |

#### Seconda fase, girone di andata
| Arbitro: | Gut |

|                                   |           |  |
| Tahipi 33’, 90’ (rig.) Yılmaz 85’ | Marcatori |  |

| Sciaffusa 14 febbraio 2016, ore 15:00 CET 20ª giornata | Sciaffusa | 0 – 0 referto | Neuchâtel Xamax | Stadion Breite (687 spett.)\| Arbitro: \| Pache \| |
| Arbitro:                                               | Pache     |               |                 |                                                    |

| Arbitro: | Tschudi |

|              |           |  |
| D'Angelo 59’ | Marcatori |  |

| Arbitro: | Schärli |

|  |           |                       |
|  | Marcatori | 62’ Lavanchy 79’ Yang |

| Arbitro: | Tschudi |

|                     |           |                                     |
| Frontino 79’ (rig.) | Marcatori | 12’ (rig.), 82’ Rossini 54’ N'Ganga |

| Arbitro: | Pache |

|                              |           |           |
| Sliskovic 38’ Marchesano 44’ | Marcatori | 66’ Mujic |

| Arbitro: | Dudic |

|  |           |              |
|  | Marcatori | 49’ Frontino |

| Arbitro: | Superczynski |

|                                        |           |                |
| Facchinetti 52’ Frontino 63’ Mujic 78’ | Marcatori | 24’ Cortelezzi |

| Arbitro: | Klossner |

|  |           |           |
|  | Marcatori | 78’ Mujic |

#### Seconda fase, girone di ritorno
| Arbitro: | Tschudi |

|                  |           |                   |
| Gül 5’ Mujic 22’ | Marcatori | 40’, 90’ Bengondo |

| Arbitro: | Musa |

|                                                               |           |             |
| Mariani 32’ Mujic 40’, 56’ Gül 82’ Neziraj 85’ Tranquilli 87’ | Marcatori | 55’ Brunner |

| Arbitro: | Pache |

|                |           |         |
| Ciarrocchi 90’ | Marcatori | 82’ Gül |

| Arbitro: | Jancevski |

|                                          |           |             |
| Neziraj 5’ Mujic 60’, 76’ Tranquilli 68’ | Marcatori | 38’ Dubajić |

| Arbitro: | Fähndrich |

|                   |           |              |
| Doudin 84’ (rig.) | Marcatori | 66’ Frontino |

| Arbitro: | Gut |

|  |           |           |
|  | Marcatori | 72’ Mujic |

| Arbitro: | Musa |

|                                        |           |                    |
| Gül 7’ Frontino 9’ Lekaj 54’ Mujic 56’ | Marcatori | 76’ (rig.) Schultz |

| Arbitro: | Schärli |

|          |           |                                |
| Mujic 7’ | Marcatori | 27’ Yılmaz 38’ Roux 75’ Tahipi |

| Arbitro: | Ovcharov |

|               |           |                                  |
| Carlinhos 81’ | Marcatori | 20’, 21’ Demhasaj 79’ Tranquilli |

### Coppa Svizzera
| 16 agosto 2015, ore 16:00 CEST Primo turno | Old Boys Basilea | 1 – 2 | Sciaffusa |  |

| Sciaffusa 19 settembre 2015, ore 17:45 CEST Secondo turno           | Sciaffusa | 2 – 1 (d.t.s.) referto | Wil | Stadion Breite |
| \| \| \| \| \| Mariani 36’ Tadić 107’ \| Marcatori \| 43’ Santos \| |           |                        |     |                |
|                                                                     |           |                        |     |                |
| Mariani 36’ Tadić 107’                                              | Marcatori | 43’ Santos             |     |                |

| Sciaffusa 29 ottobre 2015, ore 19:30 CET Ottavi di finale                                        | Sciaffusa | 2 – 3 (d.t.s.) referto              | Sion | Stadion Breite (2 497 spett.) |
| \| \| \| \| \| Bičvić 58’ Facchinetti 75’ \| Marcatori \| 63’ Fernandes 67’ Konaté 101’ Ndoye \| |           |                                     |      |                               |
|                                                                                                  |           |                                     |      |                               |
| Bičvić 58’ Facchinetti 75’                                                                       | Marcatori | 63’ Fernandes 67’ Konaté 101’ Ndoye |      |                               |

## Statistiche

### Statistiche di squadra
| Competizione     | Punti | In casa | In casa | In casa | In casa | In casa | In casa | In trasferta | In trasferta | In trasferta | In trasferta | In trasferta | In trasferta | Totale | Totale | Totale | Totale | Totale | Totale | DR |
| Competizione     | Punti | G       | V       | N       | P       | Gf      | Gs      | G            | V            | N            | P            | Gf           | Gs           | G      | V      | N      | P      | Gf     | Gs     | DR |
| ---------------- | ----- | ------- | ------- | ------- | ------- | ------- | ------- | ------------ | ------------ | ------------ | ------------ | ------------ | ------------ | ------ | ------ | ------ | ------ | ------ | ------ | -- |
| Challenge League | 47    | 17      | 9       | 3       | 5       | 30      | 22      | 17           | 5            | 2            | 10           | 13           | 23           | 34     | 14     | 5      | 15     | 43     | 45     | -2 |
| Coppa Svizzera   | -     | 2       | 1       | 0       | 1       | 4       | 4       | 1            | 1            | 0            | 0            | 2            | 1            | 3      | 2      | 0      | 1      | 6      | 5      | +1 |
| Totale           | 47    | 19      | 10      | 3       | 6       | 34      | 26      | 18           | 6            | 2            | 10           | 15           | 24           | 37     | 16     | 5      | 16     | 49     | 50     | -1 |

### Andamento in campionato
| Giornata  | 1 | 2 | 3 | 4 | 5 | 6 | 7 | 8 | 9 | 10 | 11 | 12 | 13 | 14 | 15 | 16 | 17 | 18 | 19 | 20 | 21 | 22 | 23 | 24 | 25 | 26 | 27 | 28 | 29 | 30 | 31 | 32 | 33 | 34 | 35 | 36 |
| --------- | - | - | - | - | - | - | - | - | - | -- | -- | -- | -- | -- | -- | -- | -- | -- | -- | -- | -- | -- | -- | -- | -- | -- | -- | -- | -- | -- | -- | -- | -- | -- | -- | -- |
| Luogo     | C | T | C | C | T | C | T | T | C | T  | C  | T  | T  | C  | T  | C  | T  | C  | T  | C  | T  | C  | C  | T  | T  | C  | T  | C  | C  | T  | C  | T  | T  | C  | C  | T  |
| Risultato | V | P | V | P | P | V | P | P | V | P  | V  | P  | P  | V  | V  | P  | P  | N  | P  | N  | P  | P  | P  |    | V  | V  | V  | N  |    | N  | V  | N  | V  | V  | P  | V  |
| Posizione | 2 | 5 | 3 | 5 | 7 | 3 | 5 | 7 | 4 | 5  | 3  | 6  | 7  | 6  | 3  | 4  | 7  | 7  | 7  | 7  | 8  | 9  | 9  | 9  | 9  | 7  | 6  | 6  | 6  | 6  | 6  | 6  | 5  | 5  |    |    |

Legenda:

Luogo: C = Casa; T = Trasferta. Risultato: V = Vittoria; N = Pareggio; P = Sconfitta.

### Statistiche dei giocatori
| Giocatore       | Challenge League | Challenge League | Challenge League | Challenge League | Coppa Svizzera | Coppa Svizzera | Coppa Svizzera | Coppa Svizzera | Totale   | Totale | Totale      | Totale     |
| Giocatore       | Presenze         | Reti             | Ammonizioni      | Espulsioni       | Presenze       | Reti           | Ammonizioni    | Espulsioni     | Presenze | Reti   | Ammonizioni | Espulsioni |
| --------------- | ---------------- | ---------------- | ---------------- | ---------------- | -------------- | -------------- | -------------- | -------------- | -------- | ------ | ----------- | ---------- |
| E. Alioski      | 16               | 0                | 3                | 1                | 1              | 0              | 0              | 0              | 17       | 0      | 3           | 1          |
| M. Bičvić       | 33               | 4                | 0                | 0                | 2              | 1              | 0              | 0              | 35       | 5      | 0           | 0          |
| D. Braun        | 0                | 0                | 0                | 0                | 0              | 0              | 0              | 0              | 0        | 0      | 0           | 0          |
| I. Bunjaku      | 10               | 0                | 3                | 0                | 1              | 0              | 1              | 0              | 11       | 0      | 4           | 0          |
| A. Caetano      | 27               | 0                | 5                | 0                | 2              | 0              | 1              | 0              | 29       | 0      | 6           | 0          |
| S. Demhasaj     | 9                | 2                | 1                | 0                | 1              | 0              | 0              | 0              | 10       | 2      | 1           | 0          |
| M. Facchinetti  | 32               | 2                | 6                | 2                | 2              | 1              | 1              | 0              | 34       | 3      | 7           | 2          |
| G. Fioravanti   | 13               | 0                | 5                | 0                | 0              | 0              | 0              | 0              | 13       | 0      | 5           | 0          |
| G. Frontino     | 17               | 5                | 3                | 0                | 0              | 0              | 0              | 0              | 17       | 5      | 3           | 0          |
| F. Gautreaux    | 6                | 0                | 0                | 0                | 0              | 0              | 0              | 0              | 6        | 0      | 0           | 0          |
| F. Grasseler    | 24               | 0                | 0                | 0                | 2              | 0              | 0              | 0              | 26       | 0      | 0           | 0          |
| F. Gül          | 35               | 5                | 4                | 0                | 2              | 0              | 1              | 0              | 37       | 5      | 5           | 0          |
| C. Ianu         | 18               | 2                | 2                | 0                | 1              | 0              | 0              | 0              | 19       | 2      | 2           | 0          |
| Ž. Kostadinović | 12               | 0                | 0                | 0                | 0              | 0              | 0              | 0              | 12       | 0      | 0           | 0          |
| K. Kuzmanovic   | 12               | 0                | 0                | 0                | 1              | 0              | 0              | 0              | 13       | 0      | 0           | 0          |
| S. Lapcevic     | 0                | 0                | 0                | 0                | 0              | 0              | 0              | 0              | 0        | 0      | 0           | 0          |
| G. Lekaj        | 29               | 1                | 7                | 1                | 2              | 0              | 0              | 0              | 31       | 1      | 7           | 1          |
| D. Mariani      | 29               | 1                | 4                | 0                | 2              | 1              | 0              | 0              | 31       | 2      | 4           | 0          |
| S. Maroufi      | 8                | 0                | 3                | 1                | 1              | 0              | 0              | 0              | 9        | 0      | 3           | 1          |
| R. Mollet       | 7                | 0                | 1                | 0                | 0              | 0              | 0              | 0              | 7        | 0      | 1           | 0          |
| D. Mujic        | 18               | 11               | 2                | 0                | 0              | 0              | 0              | 0              | 18       | 11     | 2           | 0          |
| B. N'Dzomo      | 7                | 0                | 0                | 0                | 0              | 0              | 0              | 0              | 7        | 0      | 0           | 0          |
| A. Neitzke      | 36               | 1                | 5                | 1                | 2              | 0              | 0              | 0              | 38       | 1      | 5           | 1          |
| H. Neziraj      | 27               | 4                | 0                | 1                | 2              | 0              | 0              | 0              | 29       | 4      | 0           | 1          |
| P. Paulinho     | 15               | 0                | 2                | 0                | 0              | 0              | 0              | 0              | 15       | 0      | 2           | 0          |
| M. Schnorf      | 0                | 0                | 0                | 0                | 0              | 0              | 0              | 0              | 0        | 0      | 0           | 0          |
| A. Seferagic    | 2                | 0                | 0                | 0                | 0              | 0              | 0              | 0              | 2        | 0      | 0           | 0          |
| V. Simić        | 10               | 0                | 1                | 0                | 0              | 0              | 0              | 0              | 10       | 0      | 1           | 0          |
| V. Sopi         | 0                | 0                | 0                | 0                | 0              | 0              | 0              | 0              | 0        | 0      | 0           | 0          |
| I. Tadić        | 16               | 9                | 2                | 0                | 2              | 1              | 0              | 0              | 18       | 10     | 2           | 0          |
| L. Tranquilli   | 15               | 3                | 3                | 0                | 0              | 0              | 0              | 0              | 15       | 3      | 3           | 0          |
| K. Zornjak      | 2                | 0                | 0                | 0                | 0              | 0              | 0              | 0              | 2        | 0      | 0           | 0          |
| R. Zuli         | 1                | 0                | 0                | 0                | 0              | 0              | 0              | 0              | 1        | 0      | 0           | 0          |